# Tollos
Tollos és un municipi del País Valencià a la comarca del Comtat.

## Història
D'origen àrab, fou donada per Jaume I a diversos cavallers el 1248. Al segon volum del Llibre del Repartiment, assentament 1.051 podem trobar el següent repartiment a Tollos:
| « | Pedrolo de Ylerda, R. Arancis, Bernardo de Angularia, R. de Tona, Dominicus de Cesaraugusta, I de Estadella, P. d'Escola et Vitali de Mediona: scilicet tibi P. de Ylerda, V iovatas,et unicuique aliorum IIII iovatas in termino de Toyllo alcheria de Seta. | » |

La seua parròquia va estar annexa a la de Benimassot des del segle xvi, i la seua església està sota l'advocació de sant Antoni de Pàdua.

## Economia
Tradicional importància de l'olivera i del bestiar oví i cabriu en la seua economia.

## Geografia
El seu terme, situat en la vall de Seta, abasta una superfície de 14,6 km².

## Demografia
La seua població era a finals del XVIII (1794) de 180 habitants. Abasta el seu màxim de població el 1845 amb 253 habitants (tollers), però a partir del 1950 comença un important retrocés, i en 2002 només en té 42.
| 1900 | 1910 | 1920 | 1930 | 1940 | 1950 | 1960 | 1970 | 1981 | 1991 | 2000 | 2005 | 2006 | 2007 | 2023 |
| ---- | ---- | ---- | ---- | ---- | ---- | ---- | ---- | ---- | ---- | ---- | ---- | ---- | ---- | ---- |
| 210  | 178  | 208  | 206  | 198  | 192  | 148  | 112  | 49   | 42   | 42   | 35   | 43   | 65   | 40   |

## Alcaldia
Des de 2011 l'alcalde de Tollos és Félix Frau Seguí del Partit Popular (PP).
| Període                       | Alcalde o alcaldessa     | Partit polític | Data de possessió | Observacions |
| ----------------------------- | ------------------------ | -------------- | ----------------- | ------------ |
| 1979–1983                     | José María Fortuny Mas   | UCD            | 19/04/1979        | --           |
| 1983–1987                     | José María Fortuny Mas   | AP-PDP-UL-UV   | 28/05/1983        | --           |
| 1987–1991                     | Francisco Català Nadal   | PSPV-PSOE      | 30/06/1987        | --           |
| 1991–1995                     | José Joaquín Nadal Seguí | PP             | 15/06/1991        | --           |
| 1995–1999                     | José Joaquín Nadal Seguí | PP             | 17/06/1995        | --           |
| 1999–2003                     | José Joaquín Nadal Seguí | PP             | 03/07/1999        | --           |
| 2003–2007                     | José Joaquín Nadal Seguí | PP             | 14/06/2003        | --           |
| 2007–2011                     | José Joaquín Nadal Seguí | PP             | 16/06/2007        | --           |
| 2011–2015                     | Félix Frau Seguí         | PP             | 11/06/2011        | --           |
| 2015–2019                     | Félix Frau Seguí         | PP             | 13/06/2015        | --           |
| 2019-2023                     | Félix Frau Seguí         | PP             | 15/06/2019        | --           |
| Des de 2023                   | Félix Frau Seguí         | PP             | 17/06/2023        | --           |
| Fonts: Generalitat Valenciana |                          |                |                   |              |

## Símbols
L'escut de Tollos té blasonament amb Escut quadrilong de punta redona. D'atzur una torre campanar del seu color, flanquejada de dos lliris naturals. En punta, d'or, creu floronada de gules. Al timbre, corona reial oberta. L'escut fou aprovat per Resolució de 25 de novembre de 2004, del conseller de Justícia i Administracions Públiques, publicada en el DOGV núm. 4.910, de 24 de desembre de 2004.

## Llocs d'interés
- Església de Sant Antoni de Pàdua